# Lac de la Perdrix Blanche
Pour les articles homonymes, voir Perdrix et Perdrix blanche.
Le lac de la Perdrix Blanche est un plan d’eau douce du bassin versant la rivière Mistassibi et de la rivière Mistassini, situé dans le territoire non organisé de Rivière-Mistassini, dans la municipalité régionale de comté (MRC) de Maria-Chapdelaine, dans la région administrative du Saguenay–Lac-Saint-Jean, dans la province de Québec, au Canada.
La zone du lac de la Perdrix Blanche est desservie par la route du lac de la Perdrix Blanche qui ceinture le lac. Cette provient du village de Saint-Stanislas en longeant la rive ouest de la rivière Mistassibi. 
La surface du lac de la Perdrix Blanche est habituellement gelée de la fin novembre au début avril, toutefois la circulation sécuritaire sur la glace se fait généralement de la mi-décembre à la mi-avril. La température moyenne annuelle dans la région est de 0 °C. Le mois le plus chaud est juillet, alors que la température moyenne est de 16 °C et le plus froid, janvier, avec −22 °C. Les précipitations annuelles moyennes sont de 1 162 millimètres. Le mois le plus humide est Septembre avec des précipitations moyennes de 152 mm et le plus sec, février avec 38 mm.

## Géographie
Les principaux bassins versants voisins du lac de la Perdrix Blanche sont :
- côté nord : Petite rivière aux Rats, rivière Bureau, rivière aux Rats, rivière Mistassibi, ruisseau Ulysse ;
- côté est : rivière Catherine, Petite rivière aux Rats, rivière Mistassibi, ruisseau Antoine, ruisseau Noël ;
- côté sud : lac Basile, rivière de la Perdrix Blanche, rivière aux Rats ;
- côté ouest : rivière Samaqua, rivière Mistassini, lac Launière.

Le lac de la Perdrix Blanche comporte une superficie de 3,1 km2, une longueur de 2,2 km, une largeur maximale de 1,0 km et une altitude de 281 m. Ce lac est alimenté par quatre décharges de ruisseaux. Ce lac comporte neuf petites îles et ressemble à un concombre.
L’embouchure du lac de la Perdrix Blanche est localisée au sud, soit à :
- 17,9 km au nord-Ouest de la confluence de la rivière Nepton et de la rivière de la Perdrix Blanche ;
- 25,3 km au nord-ouest de la confluence de la rivière de la Perdrix Blanche et de la rivière aux Rats ;
- 64,6 km au nord-ouest de la confluence de la rivière aux Rats et de la rivière Mistassini ;
- 83,3 km au nord de la confluence de la rivière Mistassini et du lac Saint-Jean.

À partir de l’embouchure du lac de la Perdrix Blanche, le courant descend successivement le cours de la :
- rivière de la Perdrix Blanche sur 35,7 km vers le sud ;
- rivière aux Rats vers le sud sur 46,0 km ;
- rivière Mistassibi sur 24,3 km vers le sud ;
- rivière Mistassini sur 22,7 km vers l’Est, puis le sud-Ouest.

À l’embouchure de cette dernière, le courant traverse le lac Saint-Jean sur 42,7 km vers l’Est, puis emprunte le cours de la rivière Saguenay vers l’Est sur 155 km jusqu’à la hauteur de Tadoussac où il conflue avec le fleuve Saint-Laurent.

## Toponymie
La désignation toponymique « rivière de la Perdrix Blanche » parait dans son Dictionnaire des rivières et lacs de la province de Québec, conçu par Eugène Rouillard, publié en 1914. Connue depuis au moins le début du XXe siècle, cette désignation évoque le lagopède alpin (Lagopus mutus), communément désigné perdrix blanche. Ce gallinacé vit dans les régions arctiques et alpines de l'hémisphère nord, au-dessus de la ligne des arbres ; il choisit de vivre en haute montagne en été et plus bas en hiver.
Le toponyme « lac de la Perdrix Blanche » a été officialisé le 5 décembre 1968.